# Grand Prix automobile de Grande-Bretagne 1964
GP précédent GP suivant
Le Grand Prix de Grande-Bretagne 1964 (XVIIth British Grand Prix), disputé sur le circuit de Brands Hatch le 11 juillet 1964, est la cent-vingt-sixième épreuve du championnat du monde de Formule 1 courue depuis 1950 et la cinquième manche du championnat 1964. L'épreuve porte également le titre honorifique de Grand Prix d'Europe 1964.

## Contexte avant la course

### Le championnat du monde
Depuis 1961, la Formule 1 suit la réglementation 1 500 cm3 (dérivée de l'ancienne Formule 2 de la période 1957 à 1960). Initialement prévue pour une période de trois ans, la formule a été prolongée de deux années supplémentaires par la Commission sportive internationale, garantissant la stabilité technique jusqu'à fin 1965. La réglementation s'appuie sur les points suivants :
- interdiction des moteurs suralimentés
- cylindrée minimale : 1 300 cm3
- cylindrée maximale : 1 500 cm3
- poids minimal : 450 kg (à sec)
- double circuit de freinage obligatoire
- arceau de sécurité obligatoire (le haut du cerceau devant dépasser le casque du pilote)
- démarreur de bord obligatoire
- carburant commercial
- ravitaillement en huile interdit durant la course

Vainqueur d'une course sur deux, le champion du monde 1963, Jim Clark, domine à nouveau cette saison. Malgré son abandon lors du dernier Grand Prix de France alors qu'il menait une nouvelle fois la course sur sa Lotus, le pilote écossais conserve la tête du classement, avec un point d'avance sur Graham Hill, qui avait remporté l'épreuve inaugurale de Monaco sur sa BRM.

### Le circuit

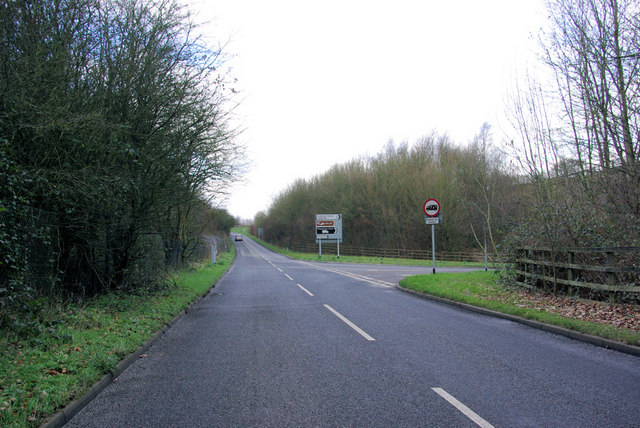
Les abords du circuit de Brands Hatch, près du village de Fawkham.

Situé dans le Kent, à une trentaine de kilomètres de Londres, le vallon de Brands Hatch fut utilisé pour des épreuves motocyclistes sur gazon dès les années 1930. En 1950, le tracé, développant mille six-cents mètres (soit 1 mille terrestre) fut recouvert d'asphalte et accueillit pour la première fois une course automobile, réservée aux voiturettes de formule 3. Dès 1954, la longueur du circuit fut portée à deux kilomètres et une voie des stands lui fut adjointe, la piste continuant à accueillir les compétitions de deux et quatre roues. L'amélioration croissante des performances rendant problématique l'utilisation d'un petit circuit, les autorités du Comté accordèrent la réalisation d'une extension, le nouveau tracé, achevé en 1960 développant plus de quatre kilomètres. En août de cette même année y fut organisé le Silver City Trophy, épreuve de formule 1 remportée par la Cooper de Jack Brabham. Le record officiel de la piste est détenu par Bruce McLaren, auteur d'un tour à 153,2 km/h de moyenne au volant de sa Cooper lors du Guards Trophy de 1961, couru selon la formule internationale.

## Monoplaces en lice
- Lotus 25 & 33 "Usine"

Gravement accidenté la semaine précédente lors du Grand Prix de France de formule 2, sur le Circuit de Reims-Gueux, Peter Arundell est indisponible pour plusieurs mois et c'est Mike Spence qui le remplace au sein du Team Lotus, au côté de Jim Clark. Ce dernier a le choix entre le modèle 33 et le précédent modèle 25, pratiquement identiques d'autant que la 25 (en configuration C) est désormais équipée des mêmes ancrages de suspension que la 33. Spence dispose quant à lui de la 25C utilisée précédemment utilisée par Arundell. Ces trois monoplaces, à structure monocoque, sont équipées d'un moteur V8 Coventry Climax FWMV à injection (205 chevaux à 9600 tr/min) et d'une boîte de vitesses ZF à cinq rapports. Elles pèsent 455 kg à vide.
- Lotus 24 & 25 privées

Les deux Lotus 25 de l'équipe de Tim Parnell sont dotées d'un moteur V8 BRM de 200 chevaux, accouplé à une boîte cinq vitesses Hewland. Elles sont confiées à Chris Amon et Mike Hailwood. Peter Revson pilote sa propre Lotus 24 (à châssis tubulaire), également motorisée par un V8 BRM tout comme la 24 qui sert de mulet à l'équipe BRP, qui utilise en priorité ses propres monoplaces.
- BRM P261 & P67 "Usine"

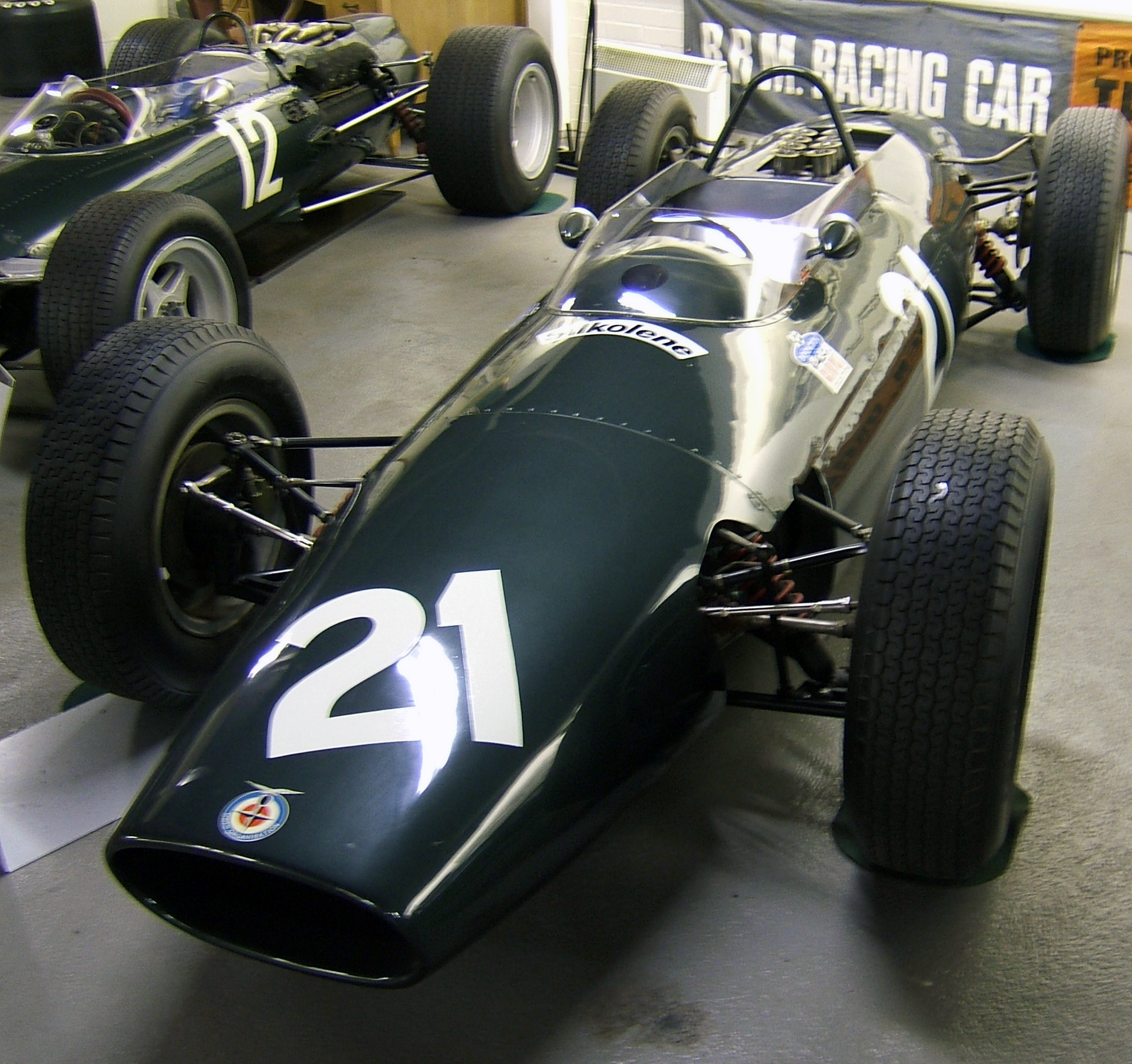
La BRM P67 à quatre roues motrices fera sa première apparition en public aux mains de Richard Attwood.

Le constructeur de Bourne a préparé trois P261 à structure monocoque, deux à la disposition de Graham Hill et une pour Richie Ginther. Entièrement conçues et réalisées en interne sous la direction technique de Tony Rudd, elles sont dotées d'un moteur V8 à injection indirecte Lucas d'une puissance maximale de 210 chevaux à 11000 tr/min, accouplé à une boîte six vitesses. Elles ne pèsent que 450 kg à vide. D'autre part, l'équipe a engagé l'expérimentale P67 à quatre roues motrices, extrapolée de l'ancien modèle P57 à châssis tubulaire, avec adjonction d'un système de transmission intégrale Ferguson. Ainsi greffée cette monoplace pèse 520 kg. Elle utilise l'ancienne version du moteur V8 (environ 200 chevaux). Elle est confiée à Richard Attwood, qui a contribué à sa mise au point.
- BRM P57 privées

La Scuderia Centro Sud engage ses deux P57 pour Giancarlo Baghetti et Tony Maggs. Pesant 475 kg, ces monoplaces à châssis multitubulaire utilisent l'ancienne version du moteur V8 à injection (environ 200 chevaux) et une boîte cinq vitesses. Non adaptées aux nouvelles jantes Dunlop de treize pouces, elles sont toujours équipées de leurs jantes de quinze pouces. Engagé à titre privé, Maurice Trintignant dispose d'un modèle identique, quoique plus ancien puisqu'il s'agit du premier exemplaire construit.
- Brabham BT7 "Usine"

Jack Brabham et Dan Gurney s'alignent une nouvelle fois sur leurs BT7 de la saison précédente. Ces monoplaces à châssis tubulaire sont équipées d'un moteur V8 Climax à injection et d'une boîte de vitesses Hewland à cinq rapports. Elles pèsent 470 kg à vide.
- Brabham BT11 privées

Pratiquement identique au modèle BT7, la BT11 peut être équipée au choix du moteur V8 Climax ou du V8 BRM. Tout comme Joseph Siffert qui pilote sa BT11 personnelle, l'équipe de Rob Walker a opté pour le moteur BRM associé à une boîte six vitesses Colotti, la voiture de l'écurie écossaise étant confiée à Joakim Bonnier. Le pilote indépendant Bob Anderson utilise quant à lui un ancien V8 Climax à carburateurs (environ 190 chevaux), accouplé à une boîte cinq vitesses Hewland.
- Brabham BT3 et BT10 privées

Le pilote amateur Ian Raby a engagé la Brabham BT3 avec laquelle il dispute habituellement les épreuves hors championnat. Il s'agit du premier châssis F1 du constructeur australien, qu'il a racheté en début de saison. Il a remplacé le moteur V8 Climax d'origine par un V8 BRM un peu plus puissant, mais n'a encore obtenu aucun résultat tangible au volant de cette voiture. Le concessionnaire Ford John Willment a équipé sa BT10 de Formule 2 d'un moteur de Ford Cortina Lotus modifié, permettant à son pilote Frank Gardner de faire sa première apparition en F1.
- Ferrari 158 & 156 "Usine"

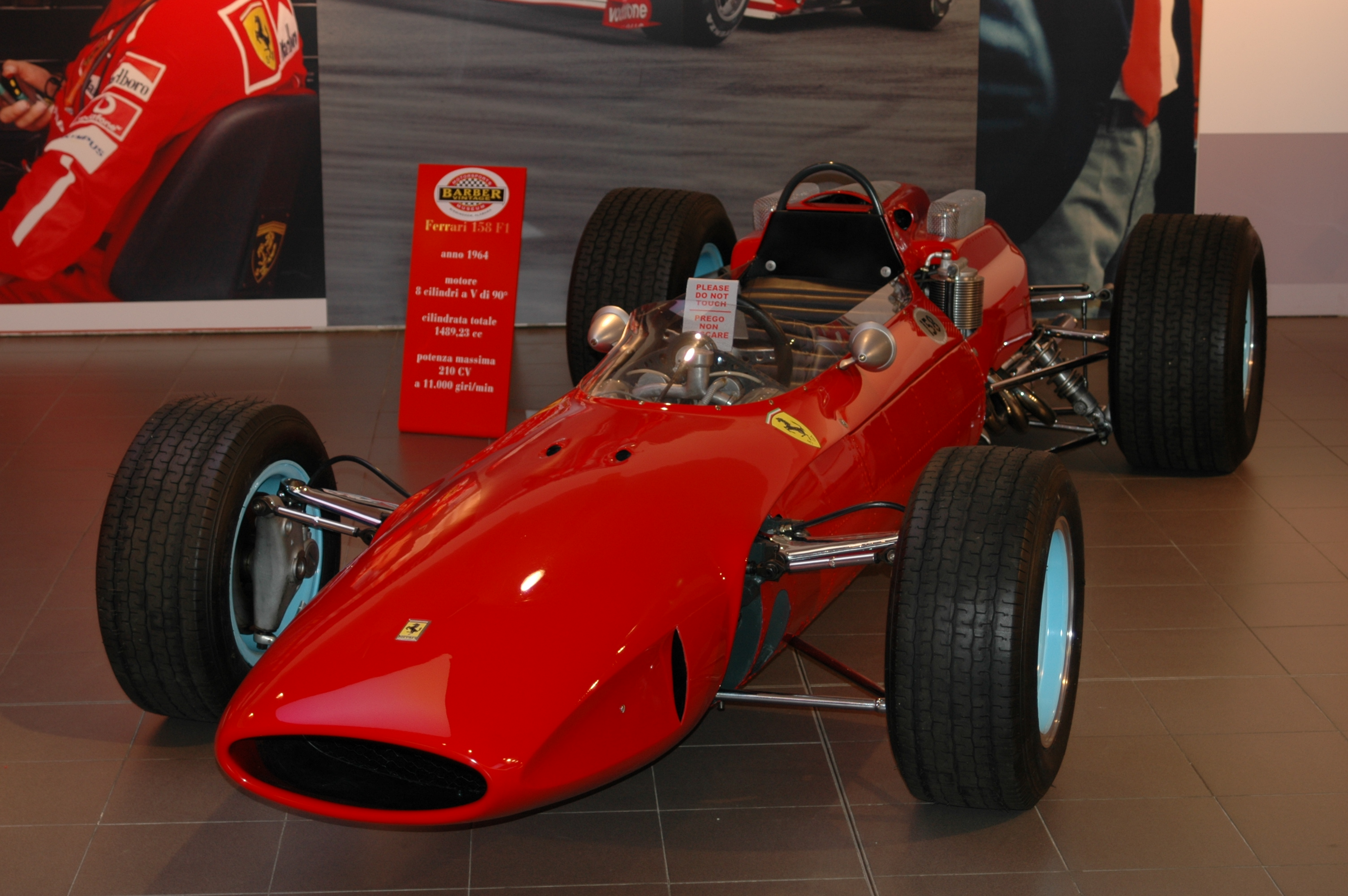
Seul Surtees disposera de la Ferrari 158 à moteur V8.

À la suite des récurrents problèmes de fiabilité rencontrés lors des épreuves précédentes, la Scuderia Ferrari a fait le choix de n'engager qu'une seule Ferrari 158, pour John Surtees, Lorenzo Bandini devant se contenter d'une 156 Aero de la saison passée. Les châssis des deux modèles, à structure monocoque, diffèrent peu, les boîtes de vitesses à cinq rapports sont identiques mais la 158 dispose d'un moteur V8 à injection directe Bosch développant 210 chevaux à 11000 tr/min alors que la 156 utilise l'ancien moteur V6 (205 chevaux à 10500 tr/min en version injection). Elles pèsent respectivement 468 et 460 kg à vide.
- Cooper T73 "Usine"

Bruce McLaren et Phil Hill disposent de leurs T73 habituelles. Ces monoplaces à châssis tubulaire, conçues par Owen Maddock, qui a également conçu leur boîte de vitesses six rapports, sont motorisées par un V8 Climax à injection. Elles pèsent 460 kg à sec.
- Cooper T66 & T71/73 privées

L'équipe de Rob Walker utilise sa T66 de 1963 comme voiture de réserve pour Bonnier. Elle est équipée d'un moteur V8 Climax à injection et d'une boîte six vitesses Colotti. L'ancien pilote Bob Gerard a modifié un ancien châssis T59 de Formule Junior, utilisant des éléments de la T73 ainsi que des éléments de la T71 de F2 et y adaptant un moteur quatre cylindres Ford. Baptisée T71/73, cette monoplace spéciale est aux mains de John Taylor, qui fait sa première apparition en championnat du monde.
- BRP Mk2 "Usine"

Le British Racing Partnership aligne deux Mk2 pour Innes Ireland et Trevor Taylor. Ces monoplaces à structure monocoque utilisent un moteur V8 BRM à injection accouplé à une boîte six vitesses. Elles pèsent environ 465 kg à vide.

## Coureurs inscrits
| no  | Pilote                       | Écurie                      | Constructeur | Modèle            | N° châssis      | Moteur                        | Pneumatiques |
| --- | ---------------------------- | --------------------------- | ------------ | ----------------- | --------------- | ----------------------------- | ------------ |
| 1   | Jim Clark                    | Team Lotus                  | Lotus        | Lotus 25C         | 25 R6           | Coventry Climax FWMV MkIII V8 | D            |
| 1T  | Jim Clark                    | Team Lotus                  | Lotus        | Lotus 33          | 33 R8           | Coventry Climax FWMV MkIII V8 | D            |
| 2   | Mike Spence                  | Team Lotus                  | Lotus        | Lotus 25C         | 25 R4           | Coventry Climax FWMV MkIII V8 | D            |
| 3   | Graham Hill                  | Owen Racing Organisation    | BRM          | BRM P261          | 2614            | BRM P60 V8                    | D            |
| 3T  | Graham Hill                  | Owen Racing Organisation    | BRM          | BRM P261          | 2615            | BRM P60 V8                    | D            |
| 4   | Richie Ginther               | Owen Racing Organisation    | BRM          | BRM P261          | 2613            | BRM P60 V8                    | D            |
| 5   | Jack Brabham                 | Brabham Racing Organisation | Brabham      | Brabham BT7       | F1-2-63         | Coventry Climax FWMV MkIII V8 | D            |
| 6   | Dan Gurney                   | Brabham Racing Organisation | Brabham      | Brabham BT7       | F1-1-63         | Coventry Climax FWMV MkIII V8 | D            |
| 7   | John Surtees                 | SpA Ferrari SEFAC           | Ferrari      | Ferrari 158       | 158/0006        | Ferrari 205B V8               | D            |
| 8   | Lorenzo Bandini John Surtees | SpA Ferrari SEFAC           | Ferrari      | Ferrari 156 Aero  | 156/0004        | Ferrari 178 V6                | D            |
| 9   | Bruce McLaren                | Cooper Car Company          | Cooper       | Cooper T73        | F1-1-64         | Coventry Climax FWMV MkIII V8 | D            |
| 10  | Phil Hill                    | Cooper Car Company          | Cooper       | Cooper T73        | F1-2-64         | Coventry Climax FWMV MkIII V8 | D            |
| 11  | Innes Ireland                | British Racing Partnership  | BRP          | BRP MkII          | BRP/2-64        | BRM P56 V8                    | D            |
| 12  | Trevor Taylor                | British Racing Partnership  | BRP Lotus    | BRP MkII Lotus 24 | BRP/3-64 24-945 | BRM P56 V8 BRM P56 V8         | D            |
| 14  | Mike Hailwood                | Reg Parnell Racing          | Lotus        | Lotus 25          | 25 R7           | BRM P56 V8                    | D            |
| 15  | Chris Amon                   | Reg Parnell Racing          | Lotus        | Lotus 25          | 25 R3           | BRM P56 V8                    | D            |
| 16  | Joakim Bonnier               | Rob Walker Racing Team      | Brabham      | Brabham BT11      | F1-4-64         | BRM P56 V8                    | D            |
| 16T | Joakim Bonnier               | Rob Walker Racing Team      | Cooper       | Cooper T66        | F1-2-63         | Coventry Climax FWMV MkII V8  | D            |
| 17  | Tony Maggs                   | Scuderia Centro Sud         | BRM          | BRM P57           | 5785            | BRM P56 V8                    | D            |
| 18  | Giancarlo Baghetti           | Scuderia Centro Sud         | BRM          | BRM P57           | 5784            | BRM P56 V8                    | D            |
| 19  | Bob Anderson                 | DW Racing Enterprises       | Brabham      | Brabham BT11      | F1-5-64         | Coventry Climax FWMV MkI V8   | D            |
| 20  | Joseph Siffert               | Siffert Racing Team         | Brabham      | Brabham BT11      | F1-6-64         | BRM P56 V8                    | D            |
| 21  | Richard Attwood              | Owen Racing Organisation    | BRM          | BRM P67           | 671             | BRM P56 V8                    | D            |
| 22  | John Taylor                  | Bob Gerard Racing           | Cooper       | Cooper T71/73     | F1-3-64         | Ford 109E L4                  | D            |
| 23  | Ian Raby                     | Ian Raby Racing             | Brabham      | Brabham BT3       | F1-1-62         | BRM P56 V8                    | D            |
| 24  | Peter Revson                 | Reg Parnell Racing          | Lotus        | Lotus 24          | 24 P1           | BRM P56 V8                    | D            |
| 25  | Maurice Trintignant          | Privé                       | BRM          | BRM P57           | 5781            | BRM P56 V8                    | D            |
| 26  | Frank Gardner                | John Willment Automobiles   | Brabham      | Brabham BT10      | F2-4-64         | Ford 109E L4                  | D            |

## Qualifications
Deux séances qualificatives sont programmées, le jeudi et le vendredi précédant la course.

### Première séance - jeudi 9 juillet
Les premiers essais ont lieu le jeudi matin, sous le soleil. Très attendue, la BRM expérimentale à quatre roues motrices n'est pas présente sur le circuit, des modifications de dernière minute ayant été effectués par l'usine, qui a prévu de parfaire sa mise au point sur le circuit de Snetterton avant de la présenter au public. La Ferrari V8 de John Surtees n'est pas prête non plus, et le pilote britannique va disputer cette première séance qualificative au volant du modèle V6 de son coéquipier Lorenzo Bandini. Les organisateurs offrant un lot de cent bouteilles de champagne au plus rapide de cette première session, les pilotes de pointe se mettent très vite en action et ne tardent pas à tourner sous la barre d'une minute et quarante secondes. Ce sera finalement Dan Gurney qui se montrera le meilleur de la journée, couvrant un tour à 156 km/h de moyenne sur sa Brabham. Ayant devancé son coéquipier Jack Brabham et le champion du monde Jim Clark (qui a utilisé la Lotus la plus récente) de quatre dixième de secondes, il s'adjuge le lot de cent bouteilles. Graham Hill (BRM) et Surtees ont également réalisé une belle performance, à seulement six dixièmes de seconde de Gurney. Ayant malencontreusement coincé son pied sous la pédale de freins, Trevor Taylor est sorti violemment de la piste dans la courbe «Hawthorn». Le pilote ne souffre que de contusions dorsales, mais sa BRP est trop endommagée pour participer à l'épreuve. Il venait de réaliser le septième meilleur temps, mais perd le bénéfice de sa performance et devra se requalifier sur sa Lotus de réserve.

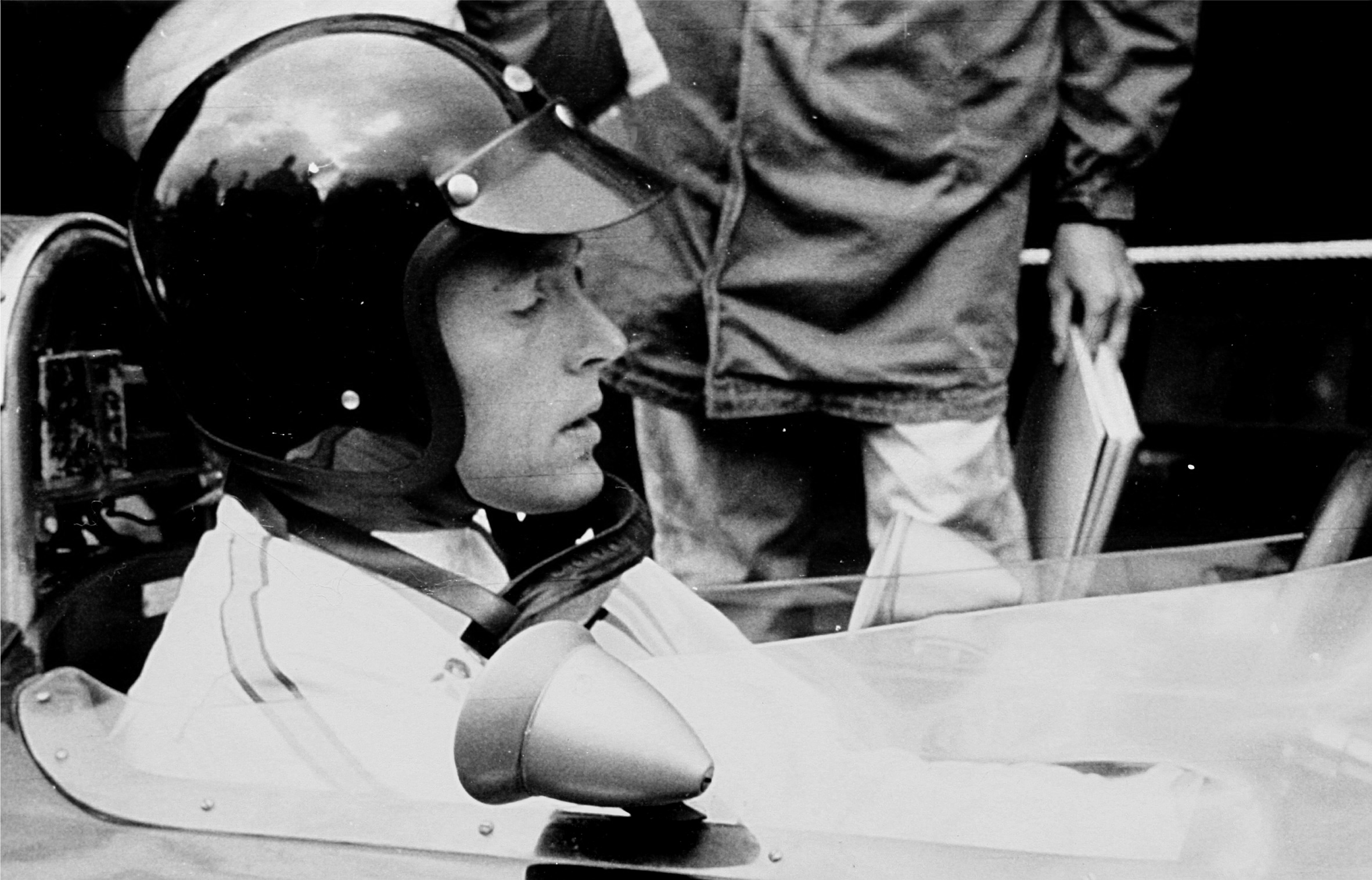
Au volant de sa Brabham, Dan Gurney s'est montré le plus rapide lors de la première séance d'essais.

| Pos. | Pilote              | Écurie         | Temps        | Écart    |
| ---- | ------------------- | -------------- | ------------ | -------- |
| 1    | Dan Gurney          | Brabham-Climax | 1 min 38 s 4 |          |
| 2    | Jack Brabham        | Brabham-Climax | 1 min 38 s 8 | + 0 s 4  |
| 3    | Jim Clark           | Lotus-Climax   | 1 min 38 s 8 | + 0 s 4  |
| 4    | Graham Hill         | BRM            | 1 min 39 s 0 | + 0 s 6  |
| 5    | John Surtees        | Ferrari        | 1 min 39 s 0 | + 0 s 6  |
| 6    | Bruce McLaren       | Cooper-Climax  | 1 min 39 s 6 | + 1 s 2  |
| 7    | Trevor Taylor       | BRP-BRM        | 1 min 40 s 6 | + 2 s 2  |
| 8    | Mike Hailwood       | Lotus-BRM      | 1 min 41 s 4 | + 3 s 0  |
| 9    | Mike Spence         | Lotus-Climax   | 1 min 42 s 0 | + 3 s 6  |
| 10   | Richie Ginther      | BRM            | 1 min 42 s 2 | + 3 s 8  |
| 11   | Innes Ireland       | BRP-BRM        | 1 min 42 s 2 | + 3 s 8  |
| 12   | Chris Amon          | Lotus-BRM      | 1 min 42 s 4 | + 4 s 0  |
| 13   | Bob Anderson        | Brabham-Climax | 1 min 42 s 8 | + 4 s 4  |
| 14   | Joseph Siffert      | Brabham-BRM    | 1 min 43 s 2 | + 4 s 8  |
| 15   | Ian Raby            | Brabham-BRM    | 1 min 43 s 4 | + 5 s 0  |
| 16   | Joakim Bonnier      | Cooper-Climax  | 1 min 43 s 4 | + 5 s 0  |
| 17   | John Taylor         | Cooper-Ford    | 1 min 44 s 0 | + 5 s 6  |
| 18   | Giancarlo Baghetti  | BRM            | 1 min 44 s 2 | + 5 s 8  |
| 19   | Tony Maggs          | BRM            | 1 min 45 s 0 | + 6 s 6  |
| 20   | Peter Revson        | Lotus-BRM      | 1 min 48 s 4 | + 10 s 0 |
| 21   | Maurice Trintignant | BRM            | 1 min 54 s 4 | + 16 s 0 |
| 22   | Phil Hill           | Cooper-Climax  | 1 min 57 s 8 | + 19 s 4 |

### Deuxième séance - vendredi 10 juillet
Les conditions sont une nouvelle fois idéales pour la session du vendredi. Surtees peut enfin disposer de sa Ferrari V8, son coéquipier Bandini découvrant le circuit sur l'ancien modèle. La lutte est encore très serrée entre les favoris, les difficultés de dépassement sur le circuit sinueux de Brands Hatch incitant chacun à donner le maximum pour une place en première ligne. Gurney égalise son chrono de la veille mais ne peut résister aux assauts de Clark et de Graham Hill, tous deux constamment à la limite, passant la plupart des courbes en dérapage contrôlé, coupant les cordes et escaladant les bordures. C'est le champion du monde, cette fois au volant de sa monoplace la plus ancienne, qui aura le dernier mot, avec un tour à 156,5 km/h de moyenne, seulement un dixième de seconde devant Hill. Tous deux s'élanceront en première ligne au côté de Gurney et devant Brabham et Surtees. Auteur du septième meilleur temps sur sa Brabham privée équipée d'un ancien moteur, Bob Anderson a réalisé une performance de premier plan, dominant bon nombre de pilotes d'usine. Au volant de la BRM expérimentale à quatre roues motrices, Richard Attwood a réalisé un temps lui assurant sa qualification, mais ne prendra cependant pas le départ, l'équipe ayant seulement programmé une séance de test. Ayant cassé le moteur de sa BRM la veille, Maurice Trintignant n'a pu défendre ses chances et ne pourra participer à la course.

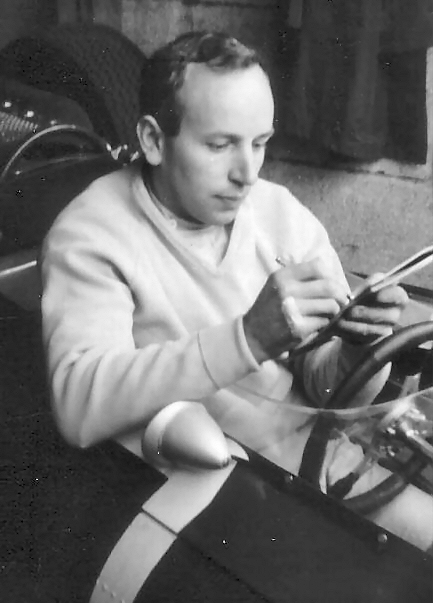
John Surtees et sa Ferrari lors de la deuxième journée d'essais.

| Pos. | Pilote             | Écurie         | Temps        | Écart   |
| ---- | ------------------ | -------------- | ------------ | ------- |
| 1    | Jim Clark          | Lotus-Climax   | 1 min 38 s 1 |         |
| 2    | Graham Hill        | BRM            | 1 min 38 s 3 | + 0 s 2 |
| 3    | Dan Gurney         | Brabham-Climax | 1 min 38 s 4 | + 0 s 3 |
| 4    | Jack Brabham       | Brabham-Climax | 1 min 38 s 5 | + 0 s 4 |
| 5    | John Surtees       | Ferrari        | 1 min 38 s 7 | + 0 s 6 |
| 6    | Bruce McLaren      | Cooper-Climax  | 1 min 39 s 8 | + 1 s 7 |
| 7    | Bob Anderson       | Brabham-Climax | 1 min 39 s 8 | + 1 s 7 |
| 8    | Lorenzo Bandini    | Ferrari        | 1 min 40 s 2 | + 2 s 1 |
| 9    | Joakim Bonnier     | Brabham-BRM    | 1 min 40 s 2 | + 2 s 1 |
| 10   | Innes Ireland      | BRP-BRM        | 1 min 40 s 8 | + 2 s 7 |
| 11   | Chris Amon         | Lotus-BRM      | 1 min 41 s 2 | + 3 s 1 |
| 12   | Mike Spence        | Lotus-Climax   | 1 min 41 s 4 | + 3 s 3 |
| 13   | Richie Ginther     | BRM            | 1 min 41 s 6 | + 3 s 5 |
| 14   | Phil Hill          | Cooper-Climax  | 1 min 42 s 6 | + 4 s 5 |
| 15   | Mike Hailwood      | Lotus-BRM      | 1 min 42 s 4 | + 4 s 3 |
| 16   | Joseph Siffert     | Brabham-BRM    | 1 min 42 s 8 | + 4 s 7 |
| 17   | Ian Raby           | Brabham-BRM    | 1 min 42 s 8 | + 4 s 7 |
| 18   | Trevor Taylor      | Lotus-BRM      | 1 min 42 s 8 | + 4 s 7 |
| 19   | Frank Gardner      | Brabham-Ford   | 1 min 43 s 0 | + 4 s 9 |
| 20   | John Taylor        | Cooper-Ford    | 1 min 43 s 2 | + 5 s 1 |
| 21   | Giancarlo Baghetti | BRM            | 1 min 43 s 4 | + 5 s 3 |
| 22   | Peter Revson       | Lotus-BRM      | 1 min 43 s 4 | + 5 s 3 |
| 23   | Tony Maggs         | BRM            | 1 min 43 s 4 | + 5 s 3 |
| 24   | Richard Attwood    | BRM            | 1 min 45 s 2 | + 7 s 1 |

### Tableau final des qualifications
| Pos. | Pilote              | Écurie         | Temps        | Écart    | Commentaire                                |
| ---- | ------------------- | -------------- | ------------ | -------- | ------------------------------------------ |
| 1    | Jim Clark           | Lotus-Climax   | 1 min 38 s 1 |          | temps réalisé le vendredi                  |
| 2    | Graham Hill         | BRM            | 1 min 38 s 3 | + 0 s 2  | temps réalisé le vendredi                  |
| 3    | Dan Gurney          | Brabham-Climax | 1 min 38 s 4 | + 0 s 3  | temps réalisé le jeudi (égalé le vendredi) |
| 4    | Jack Brabham        | Brabham-Climax | 1 min 38 s 5 | + 0 s 4  | temps réalisé le vendredi                  |
| 5    | John Surtees        | Ferrari        | 1 min 38 s 7 | + 0 s 6  | temps réalisé le vendredi                  |
| 6    | Bruce McLaren       | Cooper-Climax  | 1 min 39 s 6 | + 1 s 5  | temps réalisé le jeudi                     |
| 7    | Bob Anderson        | Brabham-Climax | 1 min 39 s 8 | + 1 s 7  | temps réalisé le vendredi                  |
| 8    | Lorenzo Bandini     | Ferrari        | 1 min 40 s 2 | + 2 s 1  | temps réalisé le vendredi                  |
| 9    | Joakim Bonnier      | Brabham-BRM    | 1 min 40 s 2 | + 2 s 1  | temps réalisé le vendredi                  |
| 10   | Trevor Taylor       | BRP-BRM        | 1 min 40 s 6 | + 2 s 5  | temps réalisé le jeudi                     |
| 11   | Innes Ireland       | BRP-BRM        | 1 min 40 s 8 | + 2 s 7  | temps réalisé le vendredi                  |
| 12   | Chris Amon          | Lotus-BRM      | 1 min 41 s 2 | + 3 s 1  | temps réalisé le vendredi                  |
| 13   | Mike Hailwood       | Lotus-BRM      | 1 min 41 s 4 | + 3 s 3  | temps réalisé le jeudi                     |
| 14   | Mike Spence         | Lotus-Climax   | 1 min 41 s 4 | + 3 s 3  | temps réalisé le vendredi                  |
| 15   | Richie Ginther      | BRM            | 1 min 41 s 6 | + 3 s 5  | temps réalisé le vendredi                  |
| 16   | Phil Hill           | Cooper-Climax  | 1 min 42 s 6 | + 4 s 5  | temps réalisé le vendredi                  |
| 17   | Joseph Siffert      | Brabham-BRM    | 1 min 42 s 8 | + 4 s 7  | temps réalisé le vendredi                  |
| 18   | Ian Raby            | Brabham-BRM    | 1 min 42 s 8 | + 4 s 7  | temps réalisé le vendredi                  |
| 19   | Frank Gardner       | Brabham-Ford   | 1 min 43 s 0 | + 4 s 9  | temps réalisé le vendredi                  |
| 20   | John Taylor         | Cooper-Ford    | 1 min 43 s 2 | + 5 s 1  | temps réalisé le vendredi                  |
| 21   | Giancarlo Baghetti  | BRM            | 1 min 43 s 4 | + 5 s 3  | temps réalisé le vendredi                  |
| 22   | Peter Revson        | Lotus-BRM      | 1 min 43 s 4 | + 5 s 3  | temps réalisé le vendredi                  |
| 23   | Tony Maggs          | BRM            | 1 min 43 s 4 | + 5 s 3  | temps réalisé le vendredi                  |
| 24   | Richard Attwood     | BRM            | 1 min 45 s 2 | + 7 s 1  | temps réalisé le vendredi                  |
| 25   | Maurice Trintignant | BRM            | 1 min 54 s 4 | + 16 s 3 | temps réalisé le jeudi                     |

- Note : Le temps réalisé le jeudi par Trevor Taylor n'a finalement pas été retenu, le pilote ayant accidenté sa BRP lors de cette journée et ayant dû se qualifier sur son mulet, une Lotus-BRM, avec laquelle il a réalisé 1 min 42 s 8 le vendredi, rétrogradant de la dixième à la dix-huitième place de la grille de départ.

## Grille de départ du Grand Prix
| 1re ligne | Pos. 3                       |                               | Pos. 2                        |                              | Pos. 1                       |
|           | Gurney Brabham 1 min 38 s 4  |                               | G. Hill BRM 1 min 38 s 3      |                              | Clark Lotus 1 min 38 s 1     |
| 2e ligne  |                              | Pos. 5                        |                               | Pos. 4                       |                              |
|           |                              | Surtees Ferrari 1 min 38 s 7  |                               | Brabham 1 min 38 s 5         |                              |
| 3e ligne  | Pos. 8                       |                               | Pos. 7                        |                              | Pos. 6                       |
|           | Bandini Ferrari 1 min 40 s 2 |                               | Anderson Brabham 1 min 39 s 8 |                              | McLaren Cooper 1 min 39 s 6  |
| 4e ligne  |                              | Pos. 10                       |                               | Pos. 9                       |                              |
|           |                              | Ireland BRP 1 min 40 s 8      |                               | Bonnier Brabham 1 min 40 s 2 |                              |
| 5e ligne  | Pos. 13                      |                               | Pos. 12                       |                              | Pos. 11                      |
|           | Spence Lotus 1 min 41 s 4    |                               | Hailwood Lotus 1 min 41 s 4   |                              | Amon Lotus 1 min 41 s 2      |
| 6e ligne  |                              | Pos. 15                       |                               | Pos. 14                      |                              |
|           |                              | P. Hill Cooper 1 min 42 s 6   |                               | Ginther BRM 1 min 41 s 6     |                              |
| 7e ligne  | Pos. 18                      |                               | Pos. 17                       |                              | Pos. 16                      |
|           | T. Taylor Lotus 1 min 42 s 8 |                               | Raby Brabham 1 min 42 s 8     |                              | Siffert Brabham 1 min 42 s 8 |
| 8e ligne  |                              | Pos. 20                       |                               | Pos. 19                      |                              |
|           |                              | J. Taylor Cooper 1 min 43 s 2 |                               | Gardner Brabham 1 min 43 s 0 |                              |
| 9e ligne  | Pos. 23                      |                               | Pos. 22                       |                              | Pos. 21                      |
|           | Maggs BRM 1 min 45 s 0       |                               | Revson Lotus 1 min 43 s 4     |                              | Baghetti BRM 1 min 43 s 4    |

## Déroulement de la course
Le départ est donné le samedi après-midi, sous un ciel couvert mais sur une piste parfaitement sèche. Jim Clark (sur Lotus) et Dan Gurney (sur Brabham) sont les plus prompts à s'élancer et abordent de front le premier virage. Placé à l'intérieur, le champion du monde en sort en tête devant l'Américain, qui va se porter à plusieurs reprises à la hauteur de son adversaire sans parvenir à trouver l'ouverture. Clark repasse devant les tribunes avec une demi-seconde d'avance sur Gurney, qui est suivi de très près par la BRM de Graham Hill. La Ferrari de John Surtees et la Brabham du pilote-constructeur suivent de près, tandis qu'un peu plus loin Lorenzo Bandini, sur la deuxième Ferrari, est au coude à coude avec la Cooper de Bruce McLaren. L'ordre des cinq premiers reste inchangé au deuxième tour, mais McLaren, sixième, a pris un nette avance sur Bandini. Alors qu'il se maintenait dans le sillage de Clark, Gurney ralentit soudainement et ramène sa voiture au stand, de la fumée s'échappant du boîtier d'allumage. Ses mécaniciens régleront le problème mais c'est avec plus de quatre tours de retard qu'il pourra enfin reprendre la piste. Entre-temps, Hill a pris la roue de Clark, les deux hommes de tête ayant pris leurs distances sur Surtees et Brabham, qui se disputent la troisième place. McLaren les suit à distance mais abandonne peu après, boîte de vitesses cassée. Bandini se retrouve isolé en cinquième position, dix secondes devant un trio composé de la Cooper de Phil Hill et des Brabham de Joakim Bonnier et de Bob Anderson. Clark et Graham Hill continuent à se détacher rapidement de leurs poursuivants. Après dix tours, moins d'une seconde les sépare, tandis que Surtees est déjà à près de sept secondes de la Lotus de tête. Brabham n'est pas loin derrière mais Bandini, cinquième, compte près d'une demi-minute de retard sur les premiers. Plus loin, Bonnier, Phil Hill et Anderson se disputent âprement la sixième place. Cependant, Mike Hailwood, qui était sorti de la route au cours du cinquième tour avant de repartir très attardé, commence à projeter de l'huile sur la piste, une conduite ayant été endommagée lors de l'incident. La piste est rapidement souillée, obligeant les pilotes à baisser leur cadence. Clark et Hill néanmoins continuent leur duel, le pilote restant constamment à moins à quelques dixièmes de seconde de la Lotus. Surpris par la faible adhérence, Brabham dérape au cours du seizième tour et s'arrête à son stand, suspectant un problème de suspension. Aucun défaut n'étant décelé, il en repart aussitôt, conservant de justesse sa quatrième place devant Bandini. Mais trois boucles plus tard, il s'arrête de nouveau, pour découvrir que le comportement aléatoire de sa monoplace est dû à une légère fuite d'essence, aspergeant ses pneus arrière. Il se retrouve septième, Bandini, Phil Hill et Anderson étant passés entre-temps, alors que Bonnier, retardé par une fuite d'eau, accuse plus d'un tour de retard et que Hailwood, à court de lubrifiant, a dû abandonner.

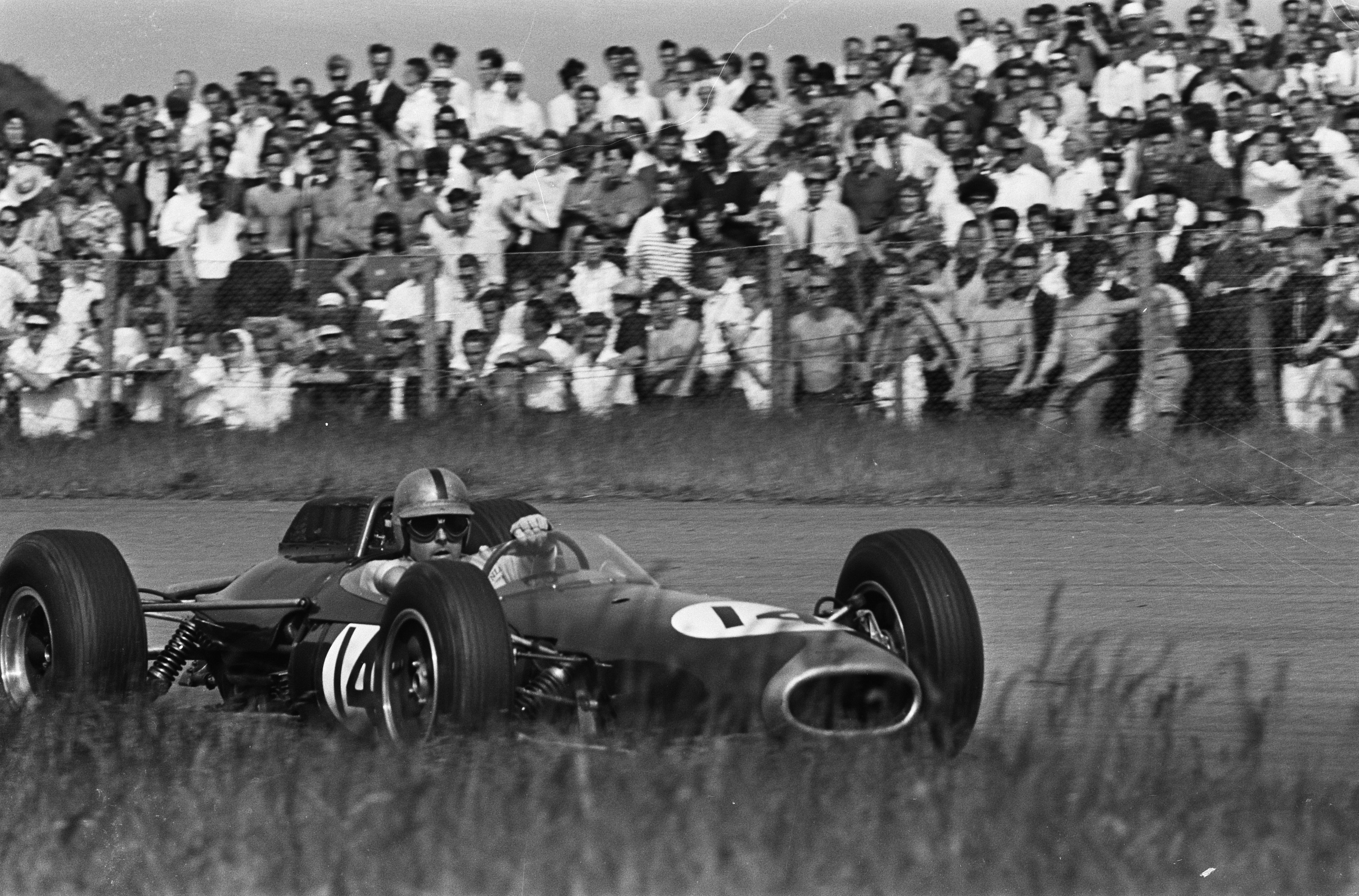
Malgré un tête-à-queue et deux arrêts au stand, Jack Brabham (vu ici à Zandvoort sur sa BT7) est parvenu à remonter à la quatrième place.

Toujours groupés, les deux leaders comptent maintenant dix secondes d'avance sur Surtees, isolé à la troisième place. Quatrième, Bandini est à près d'une minute, tandis qu'une bonne vingtaine de secondes plus loin, Phil Hill et Anderson sont sur le point d'être rejoints par Brabham. Quelques tours suffisent au champion australien pour s'emparer de la cinquième place et de se lancer à la poursuite de la deuxième Ferrari. Bandini cède un peu de terrain avant de réagir et d'accélérer sa cadence. Au trentième tour, Clark et Hill caracolent toujours devant, leur avance sur Surtees approchant les vingt secondes. Beaucoup plus loin, son coéquipier Bandini compte presque un tour de retard ; il conserve une bonne marge de sécurité sur Brabham, qui vient de se faire déborder par les deux voitures de tête. Peu à peu, les conditions d'adhérence s'améliorent et la moyenne augmente à nouveau, Clark parvenant à creuser très légèrement l'écart sur Graham Hill. Rassuré sur le comportement de sa monoplace, Brabham hausse le rythme et son retard sur Bandini commence à fondre. À la mi-course, une seconde et demie séparent Clark et Graham Hill, Surtees étant à une demi-minute du champion du monde. Seules ces trois voitures sont dans le même tour. Toujours cinquième, Brabham est revenu à quinze secondes de Bandini, tandis que Phil Hill et Anderson se livrent toujours un duel acharné pour la sixième place.
Inquiet à cause d'une pression d'huile fluctuante, Graham Hill doit ménager son moteur et Clark en profite pour se détacher. Au cinquantième tour, il compte cinq secondes d'avance sur la BRM et plus de quarante sur la Ferrari de Surtees, tandis que, derrière, Brabham  est revenu à neuf secondes de Bandini. Auteur d'une très belle course au volant de sa Brabham privée, Anderson est parvenu à s'emparer de la sixième place au détriment de Phil Hill, relégué à sept secondes de l'ancien motard. Dix boucles plus tard, alors que la trajectoire est maintenant débarrassée de toute trace d'huile, l'écart entre les deux premiers est passé à huit secondes, Surtees étant quant à lui à plus de cinquante secondes de la Lotus du champion du monde tandis que Brabham n'est plus qu'à deux secondes et demie de Bandini. Comptant deux tours de retard, Anderson se maintient à la sixième place, mais Phil Hill s'est nettement rapproché de lui. Commençant à souffrir de crampes dans le pied, il ne peut résister longtemps aux assauts du pilote américain, qui lui reprend bientôt la sixième place, tandis que Brabham dépasse la Ferrari de Bandini, retrouvant la quatrième place. Malgré un sursaut de Graham Hill dans les derniers tours, lui permettant de revenir à moins de trois secondes de Clark, l'épreuve se termine sans changement, le champion du monde remportant sa troisième victoire de la saison, confortant sa première place au championnat du monde face à son rival le plus dangereux, tandis que Surtees, troisième, démontre que la Ferrari à moteur V8 est enfin fiable. Pour la première fois de l'année, les deux voitures de la Scuderia sont à l'arrivée, Bandini amenant l'ancien modèle à la cinquième place, entre Brabham et Phil Hill.

### Classements intermédiaires
Classements intermédiaires des monoplaces aux premier, troisième, cinquième, dixième, quinzième, vingtième, trentième, quarantième, cinquantième, soixantième et soixante-dixième tours,.

### Classement de la course

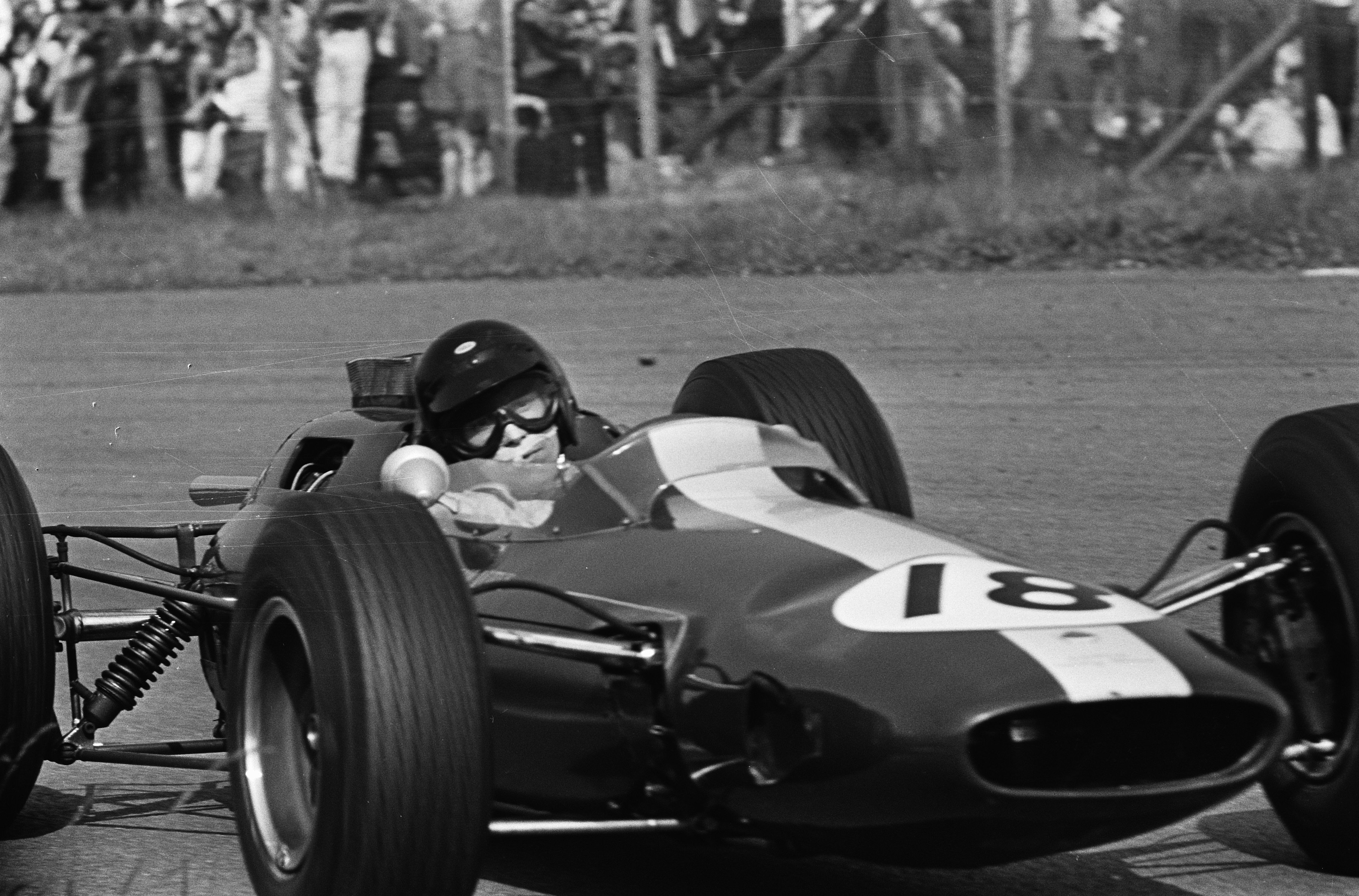
Troisième victoire de la saison pour Jim Clark et sa Lotus 25 (ici à Zandvoort).

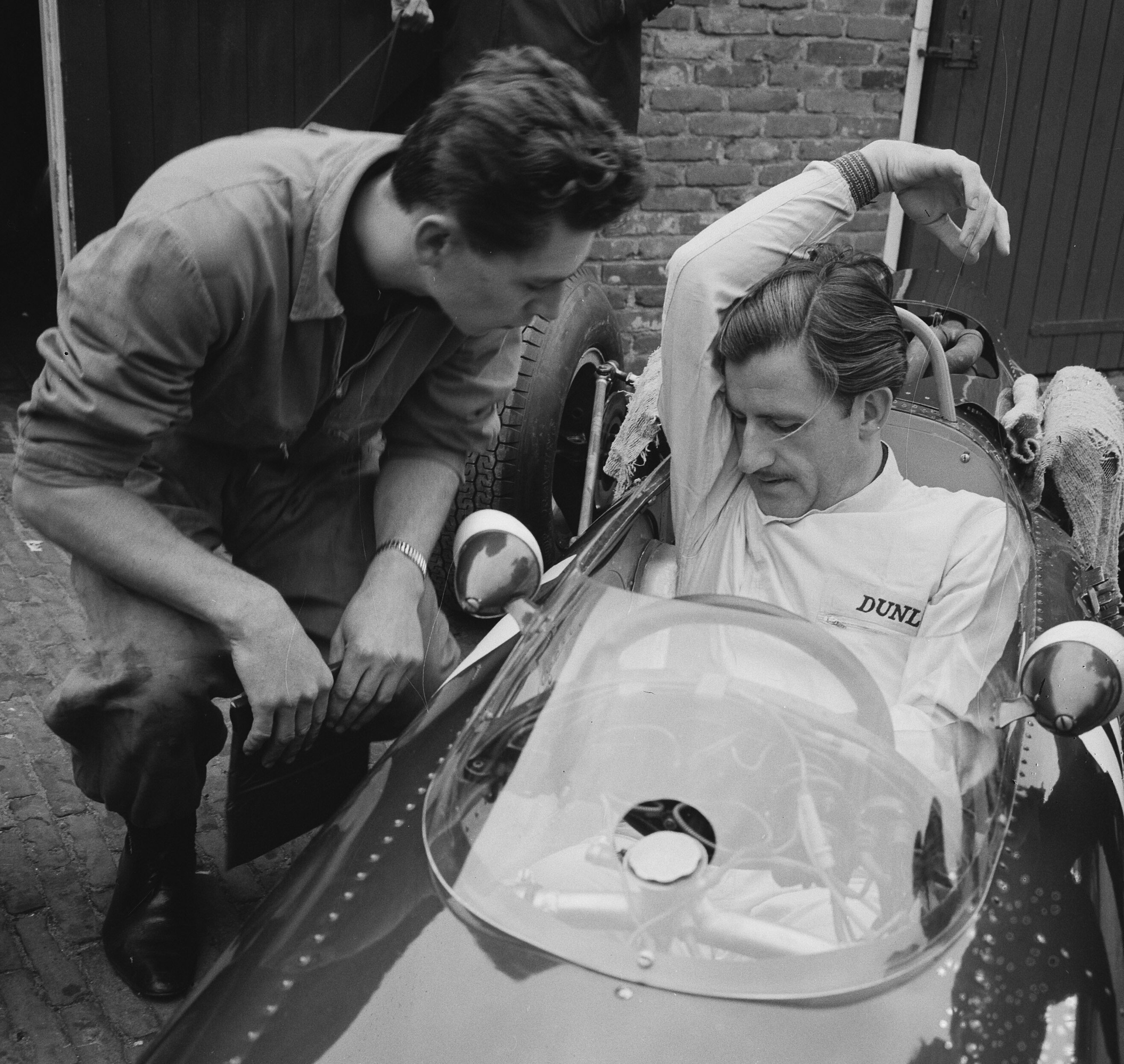
Graham Hill et sa BRM, une menace permanente pour Clark. Malgré un problème de pression d'huile, le pilote anglais termine à moins de trois secondes du champion du monde.

| Pos  | N° | Pilote              | Écurie         | Tours | Temps/Abandon                          | Grille | Points |
| ---- | -- | ------------------- | -------------- | ----- | -------------------------------------- | ------ | ------ |
| 1    | 1  | Jim Clark           | Lotus-Climax   | 80    | 2 h 15 min 07 s 0                      | 1      | 9      |
| 2    | 3  | Graham Hill         | BRM            | 80    | 2 h 15 min 09 s 8 (+ 2 s 8)            | 2      | 6      |
| 3    | 7  | John Surtees        | Ferrari        | 80    | 2 h 16 min 27 s 6 (+ 1 min 20 s 6)     | 5      | 4      |
| 4    | 5  | Jack Brabham        | Brabham-Climax | 79    | 2 h 16 min 47 s 0 (+ 1 tour)           | 4      | 3      |
| 5    | 8  | Lorenzo Bandini     | Ferrari        | 78    | 2 h 15 min 08 s 2 (+ 2 tours)          | 8      | 2      |
| 6    | 10 | Phil Hill           | Cooper-Climax  | 78    | 2 h 16 min 18 s 0 (+ 2 tours)          | 15     | 1      |
| 7    | 19 | Bob Anderson        | Brabham-Climax | 78    | 2 h 16 min 19 s 0 (+ 2 tours)          | 7      |        |
| 8    | 4  | Richie Ginther      | BRM            | 77    | 2 h 15 min 29 s 4 (+ 3 tours)          | 14     |        |
| 9    | 2  | Mike Spence         | Lotus-Climax   | 77    | 2 h 15 min 32 s 0 (+ 3 tours)          | 13     |        |
| 10   | 11 | Innes Ireland       | BRP-BRM        | 77    | 2 h 16 min 59 s 4 (+ 3 tours)          | 10     |        |
| 11   | 20 | Jo Siffert          | Brabham-BRM    | 76    | 2 h 15 min 15 s 4 (+ 4 tours)          | 16     |        |
| 12   | 18 | Giancarlo Baghetti  | BRM            | 76    | 2 h 16 min 27 s 4 (+ 4 tours)          | 21     |        |
| 13   | 6  | Dan Gurney          | Brabham-Climax | 75    | 2 h 15 min 59 s 4 (+ 5 tours)          | 3      |        |
| 14   | 22 | John Taylor         | Cooper-Ford    | 56    | 2 h 16 min 37 s 2 (+ 24 tours)         | 20     |        |
| Abd. | 16 | Jo Bonnier          | Brabham-BRM    | 45    | Freins                                 | 9      |        |
| Abd. | 24 | Peter Revson        | Lotus-BRM      | 43    | Différentiel                           | 22     |        |
| Abd. | 17 | Tony Maggs          | BRM            | 38    | Boîte de vitesses                      | 17     |        |
| Abd. | 23 | Ian Raby            | Brabham-BRM    | 37    | Accident                               | 23     |        |
| Abd. | 12 | Trevor Taylor       | Lotus-BRM      | 23    | Retrait volontaire (douleurs dorsales) | 18     |        |
| Abd. | 14 | Mike Hailwood       | Lotus-BRM      | 17    | Durite d'huile                         | 12     |        |
| Abd. | 15 | Chris Amon          | Lotus-BRM      | 9     | Embrayage                              | 11     |        |
| Abd. | 9  | Bruce McLaren       | Cooper-Climax  | 7     | Boîte de vitesses                      | 6      |        |
| Abd. | 26 | Frank Gardner       | Brabham-Ford   | 0     | Accident                               | 19     |        |
| Np.  | 21 | Richard Attwood     | BRM            |       | Non partant                            |        |        |
| Nq.  | 25 | Maurice Trintignant | BRM            |       | Non qualifié                           |        |        |

Légende :
- Abd.=Abandon

### Pole position et record du tour
- Pole position :  Jim Clark en 1 min 38 s 1 (vitesse moyenne : 156,514 km/h). Temps réalisé lors de la séance d'essais du vendredi 10 juillet[2].
- Meilleur tour en course :  Jim Clark en 1 min 38 s 8 au 73e tour (vitesse moyenne : 155,405 km/h).

#### Évolution du record du tour en course
Le meilleur tour fut amélioré cinq fois au cours de l'épreuve. Peu après le dixième tour, le circuit fut souillé d'huile à cause d'une fuite sur la Lotus de Mike Hailwood, entraînant un ralentissement des monoplaces, la piste ne redevenant «propre» qu'en fin de course.

### Tours en tête
- Jim Clark : 80 tours (1-80)

## Classement général à l'issue de la course
- Attribution des points : 9, 6, 4, 3, 2, 1 respectivement aux six premiers de chaque épreuve.
- Pour la coupe des constructeurs, même barème et seule la voiture la mieux classée de chaque équipe inscrit des points.
- Seuls les six meilleurs résultats sont comptabilisés.
- Le règlement permet aux pilotes de se relayer sur une même voiture, les points éventuellement acquis étant alors perdus pour pilotes et constructeur[2].

| Pos. | Pilote          | Écurie  | Points | MON | NL | BEL | FRA | GBR | ALL | AUT | ITA | USA | MEX |
| ---- | --------------- | ------- | ------ | --- | -- | --- | --- | --- | --- | --- | --- | --- | --- |
| 1    | Jim Clark       | Lotus   | 30     | 3   | 9  | 9   | -   | 9   |     |     |     |     |     |
| 2    | Graham Hill     | BRM     | 26     | 9   | 3  | 2   | 6   | 6   |     |     |     |     |     |
| 3    | Richie Ginther  | BRM     | 11     | 6   | -  | 3   | 2   | -   |     |     |     |     |     |
|      | Peter Arundell  | Lotus   | 11     | 4   | 4  | -   | 3   | -   |     |     |     |     |     |
|      | Jack Brabham    | Brabham | 11     | -   | -  | 4   | 4   | 3   |     |     |     |     |     |
| 6    | Dan Gurney      | Brabham | 10     | -   | -  | 1   | 9   | -   |     |     |     |     |     |
|      | John Surtees    | Ferrari | 10     | -   | 6  | -   | -   | 4   |     |     |     |     |     |
| 8    | Bruce McLaren   | Cooper  | 7      | -   | -  | 6   | 1   | -   |     |     |     |     |     |
| 9    | Joakim Bonnier  | Cooper  | 2      | 2   | -  | -   | -   | -   |     |     |     |     |     |
|      | Chris Amon      | Lotus   | 2      | -   | 2  | -   | -   | -   |     |     |     |     |     |
|      | Lorenzo Bandini | Ferrari | 2      | -   | -  | -   | -   | 2   |     |     |     |     |     |
| 12   | Mike Hailwood   | Lotus   | 1      | 1   | -  | -   | -   | -   |     |     |     |     |     |
|      | Bob Anderson    | Brabham | 1      | -   | 1  | -   | -   | -   |     |     |     |     |     |
|      | Phil Hill       | Cooper  | 1      | -   | -  | -   | -   | 1   |     |     |     |     |     |

| Pos. | Écurie         | Points | MON | NL | BEL | FRA | GBR | ALL | AUT | ITA | USA | MEX |
| ---- | -------------- | ------ | --- | -- | --- | --- | --- | --- | --- | --- | --- | --- |
| 1    | Lotus-Climax   | 34     | 4   | 9  | 9   | 3   | 9   |     |     |     |     |     |
| 2    | BRM            | 27     | 9   | 3  | 3   | 6   | 6   |     |     |     |     |     |
| 3    | Brabham-Climax | 17     | -   | 1  | 4   | 9   | 3   |     |     |     |     |     |
| 4    | Ferrari        | 10     | -   | 6  | -   | -   | 4   |     |     |     |     |     |
|      | Cooper-Climax  | 10     | 2   | -  | 6   | 1   | 1   |     |     |     |     |     |
| 6    | Lotus-BRM      | 3      | 1   | 2  | -   | -   | -   |     |     |     |     |     |

## À noter
- 13e victoire en championnat du monde pour Jim Clark.
- 18e victoire en championnat du monde pour Lotus en tant que constructeur.
- 33e victoire en championnat du monde pour Climax en tant que motoriste.